# Чемпионат Турции по баскетболу 2015/2016
Турецкая баскетбольная лига 2015/2016 (тур. 2015-16 Türkiye Basketbol Ligi) — 50-й розыгрыш высшего профессионального баскетбольного дивизиона Турции.
Сезон прошел с 10 октября 2015 года по 13 июня 2016 года.
Чемпионом в седьмой раз в своей истории стал Фенербахче.

## Участники

### Изменения в составе команд
- Выбыли во второй дивизион
  - Эскишехир (15 место)
  - Тофаш (16 место)
- Поднялись из второго дивизиона
  - Йешилгиресун (1 место)
  - Демир Иншат (2 место)

### Расположение и арены
Анадолу Эфес

Бешикташ

Дарюшшафака

Фенербахче

Галатасарай

Истанбул ББ

Демир Иншат